# Saneczkarstwo na Zimowych Igrzyskach Olimpijskich Młodzieży 2016
Zawody w saneczkarstwie na Zimowych Igrzyskach Olimpijskich Młodzieży 2016 odbyły się na torze Lillehammer Olympic Sliding Centre w Lillehammer.
Zawodnicy i zawodniczki rywalizowali w czterech konkurencjach: jedynkach mężczyzn, jedynkach kobiet, dwójkach mężczyzn oraz drużynowo. Zawody zostały rozegrane między 14 a 16 lutego 2016 roku.

## Terminarz
| Data           | Godzina | Arena zmagań                       | Konkurencja       | Złoto                                                                                  | Srebro                                                                                 | Brąz                                                                     |
| -------------- | ------- | ---------------------------------- | ----------------- | -------------------------------------------------------------------------------------- | -------------------------------------------------------------------------------------- | ------------------------------------------------------------------------ |
| 14 lutego 2016 | 11:15   | Lillehammer Olympic Sliding Centre | Jedynki chłopców  | Kristers Aparjods                                                                      | Paul-Lukas Heider                                                                      | Reid Watts                                                               |
| 15 lutego 2016 | 11:15   | Lillehammer Olympic Sliding Centre | Jedynki dziewcząt | Brooke Apshkrum                                                                        | Jessica Tiebel                                                                         | Madeleine Egle                                                           |
| 15 lutego 2016 | 14:00   | Lillehammer Olympic Sliding Centre | Dwójki chłopców   | Włochy Felix Schwarz · Lukas Gufler                                                    | Niemcy Hannes Orlamünder · Paul Gubitz                                                 | Rosja Wsewołod Kaszkin · Konstantin Korszunow                            |
| 16 lutego 2016 | 09:30   | Lillehammer Olympic Sliding Centre | Zawody drużynowe  | Niemcy Jessica Tiebel · Paul-Lukas Heider · Hannes Orlamünder · Paul Constantin Gubitz | Rosja Ołesia Michajłenko · Jewgienij Pietrow · Wsewołod Kaszkin · Konstantin Korszunow | Włochy Marion Oberhofer · Fabian Malleier · Felix Schwarz · Lukas Gufler |